# Scutellaria fontqueri
Scutellaria fontqueri là một loài thực vật có hoa trong họ Hoa môi. Loài này được Ortega Oliv. & Devesa miêu tả khoa học đầu tiên năm 1998.